# Teatro de Verano de Colón
El Teatro de Verano de Colón es un espacio de recreación y promoción cultural uruguayo que se encuentra en el barrio Colón de la ciudad de Montevideo, Uruguay.En el predio se realizan presentaciones de carnaval y festivales, así como charlas, seminarios y talleres.

## Historia
El Teatro de Verano de Colón tiene sus raíces en la labor de Juan Perfecto Giot, un inmigrante francés que llegó a Uruguay en 1861. Inicialmente, el lugar albergaba el Gran Hotel del Parque Giot, contiguo al teatro de verano del Parque Giot.
En 1997, un informe de los Técnicos del Centro Comunal Zona 12 reveló que la estructura del teatro presentaba riesgos de derrumbe, llevando a la aprobación de un decreto municipal para su demolición. A pesar de su deterioro por falta de mantenimiento, humedad y otros factores, un grupo de vecinos se opuso firmemente, considerando el teatro como un símbolo cultural para el barrio.
Esta resistencia condujo a la formación de una comisión que logró cancelar la demolición tras una nueva inspección del Departamento de Cultura. Desde entonces, en 1997, el teatro se denomina Teatro de Verano de Colón y se encuentra en el centro de un extenso predio conocido como Monte de la Francesa, abarcando aproximadamente 11 hectáreas. 
A lo largo de los años, se han ofrecido talleres culturales y actividades deportivas, convirtiendo el lugar en un espacio de unión vecinal. En 2009, se aprobó el logo del Teatro de Verano y se inauguró su sitio web. 
La  Asociación Civil Monte de la Francesa, responsable de gestionar el teatro abierto que se encuentra en el predio, es la principal promotora de las acciones que se han desarrollado, involucrando al resto de la comunidad.